# Tannerus (cráter)

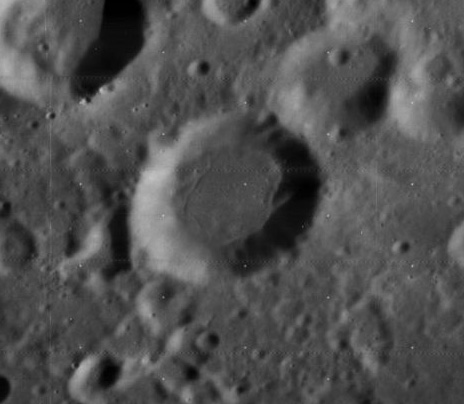
Fotografía de la misión Lunar Orbiter 4 (1967)

Tannerus es un pequeño cráter de impacto que se encuentra en las accidentadas tierras altas del sur de la Luna. Se localiza a menos de dos de diámetros de Asclepi al noreste, y hacia el este aparece Jacobi.
|  |

El borde de este cráter es casi a circular, con solo un ligero entrante en el borde norte, donde se une a Tannerus P. El borde es afilado y bien definido, aunque presenta pequeños impactos en los sectores oeste y sur del brocal. El suelo del cráter está nivelado y libre de marcas o características reseñables.

## Cráteres satélite
Por convención estos elementos son identificados en los mapas lunares poniendo la letra en el lado del punto medio del cráter que está más cercano a Tannerus.
|          | \| Tannerus \| Coordenadas \| Diámetro \| \| -------- \| ----------------------------- \| -------- \| \| A \| 57°30′S 18°12′E / -57.5, 18.2 \| 5 km \| \| B \| 57°30′S 19°42′E / -57.5, 19.7 \| 14 km \| \| C \| 55°18′S 22°42′E / -55.3, 22.7 \| 16 km \| \| D \| 55°48′S 18°00′E / -55.8, 18.0 \| 32 km \| \| E \| 56°06′S 19°36′E / -56.1, 19.6 \| 26 km \| \| F \| 55°00′S 22°06′E / -55.0, 22.1 \| 36 km \| \| G \| 55°06′S 16°12′E / -55.1, 16.2 \| 22 km \| \| H \| 54°12′S 22°42′E / -54.2, 22.7 \| 20 km \| \| J \| 57°12′S 24°36′E / -57.2, 24.6 \| 12 km \| \| K \| 55°30′S 20°42′E / -55.5, 20.7 \| 8 km \| \| L \| 57°30′S 22°18′E / -57.5, 22.3 \| 7 km \| \| M \| 54°54′S 20°54′E / -54.9, 20.9 \| 6 km \| \| N \| 55°54′S 24°06′E / -55.9, 24.1 \| 10 km \| \| P \| 55°36′S 21°54′E / -55.6, 21.9 \| 20 km \| |          |
| Tannerus | Coordenadas | Diámetro |
| A        | 57°30′S 18°12′E / -57.5, 18.2 | 5 km     |
| B        | 57°30′S 19°42′E / -57.5, 19.7 | 14 km    |
| C        | 55°18′S 22°42′E / -55.3, 22.7 | 16 km    |
| D        | 55°48′S 18°00′E / -55.8, 18.0 | 32 km    |
| E        | 56°06′S 19°36′E / -56.1, 19.6 | 26 km    |
| F        | 55°00′S 22°06′E / -55.0, 22.1 | 36 km    |
| G        | 55°06′S 16°12′E / -55.1, 16.2 | 22 km    |
| H        | 54°12′S 22°42′E / -54.2, 22.7 | 20 km    |
| J        | 57°12′S 24°36′E / -57.2, 24.6 | 12 km    |
| K        | 55°30′S 20°42′E / -55.5, 20.7 | 8 km     |
| L        | 57°30′S 22°18′E / -57.5, 22.3 | 7 km     |
| M        | 54°54′S 20°54′E / -54.9, 20.9 | 6 km     |
| N        | 55°54′S 24°06′E / -55.9, 24.1 | 10 km    |
| P        | 55°36′S 21°54′E / -55.6, 21.9 | 20 km    |